# Don's Plum
La ciruela de Don es una película indie de bajo presupuesto del 2001 en blanco y negro. Dirigida por R. D. Robb, protagonizada por Leonardo DiCaprio, Tobey Maguire y Kevin Connolly. La obra fue filmada entre 1995 y 1996, y escrita por Robb con Bethany Ashton, Tawd Beckman, David Stutman y Dale Wheatley. La película se desarrolla durante una noche en la que un grupo de jóvenes habla de la vida mientras comen en un restaurante.
DiCaprio y Maguire cobraron $575 por día para aparecer en la película. Más tarde intentaron que no se estrenase. En 2017, la película está todavía bloqueada en los EE.UU. y Canadá.
Blake Sennett de Rilo Kiley proporcionaron la banda sonora para la película. Su compañera de banda Jenny Lewis tiene el papel de Sara.

## Pleitos
En abril 1, 1998 el productor David Stutman archivó un pleito en Los Ángeles Tribunal Superior, núm. de caso B C1894C0, en contra Leonardo DiCaprio y Tobey Maguire por Desagravio Declaratorio, Interferencia con Ventaja Económica Probable, Ruptura de Contrato, Calumnia, y Medidas Cautelares. Fue más tarde acordado entre DiCaprio, Maguire, Stutman, Wheatley y Jerry Meadors que la película sería emitida sólo fuera de los EE.UU. y Canadá. Se estrenó el 10 de febrero de 2001, en Berlín. El escritor Time Out New York Mike D'Angelo lo llamó, "la mejor película [que vi] en Berlín". Revista de variedad lo llamó un "desagradable y tedioso conjunto."

## Streaming libre
En septiembre de 2014, Dale Wheatley publicó una carta abierta a DiCaprio en el sitio web freedonsplum.com, dando su punto de vista de la historia de la película y los consiguientes asuntos legales. Wheatley también cargó la película al sitio web de modo que pueda ser emitida en streaming gratis. Fue borrado el miércoles, 27 de enero de 2016 a las 15:55 a raíz de un tercer-notificación de partido por Leonardo DiCaprio y Tobey Maguire que reclama contravención. Wheatley Hizo la declaración siguiente al zorro Noticioso “ me entristezco profundamente que en 2016 presenciamos el senseless opresión de película y arte por uno de la mayoría de actores amados de América," Wheatley dijo ZORRO411. "Mientras el mundo celebra — y ciertamente los americanos celebran — sus consecuciones grandes en cine, escoge utilizar un puño de hierro para suprimir el trabajo de muchos otros artistas que le incluyen en una película hizo hace 20 años.". La película puede ser vista en Youtube.